# Президентська кампанія Ніккі Гейлі 2024
Ніккі Гейлі, колишня губернаторка Південної Кароліни та послиня США в ООН, оголосила про свою передвиборчу кампанію на президентських виборах у Сполучених Штатах Америки 2024 року в агітаційному відео 14 лютого 2023 року. Гейлі стала першою кольоровою жінкою, яка стала основним кандидатом на пост президента від Республіканської партії. Вона перша жінка-губернаторка, яка балотувалася на пост президента. 
У разі обрання Гейлі стане першою жінкою-президенткою Сполучених Штатів і першою азійсько-американською президенткою. Вона також стане першою президенткою, що відзначатиме свій день народження в день інавгурації.

## Передумови

### Ранні припущення щодо балотування в президентки
Гейлі вперше була обрана губернаторкою Південної Кароліни на виборах 2010 року та переобрана на виборах 2014 року . Під час свого перебування на посаді вона отримала національний авторитет, що призвело до припущень, що вона стане потенційним кандидатом у віце-президенти в 2012 і 2016 роках.
У січні 2016 року республіканська конференція Палати представників оголосила, що Гейлі дасть англомовну відповідь республіканської партії на щодворічне звернення партії, що до неї належить чинний Президент США, посиливши чутки про своє балотування на посаду віце-президентки.

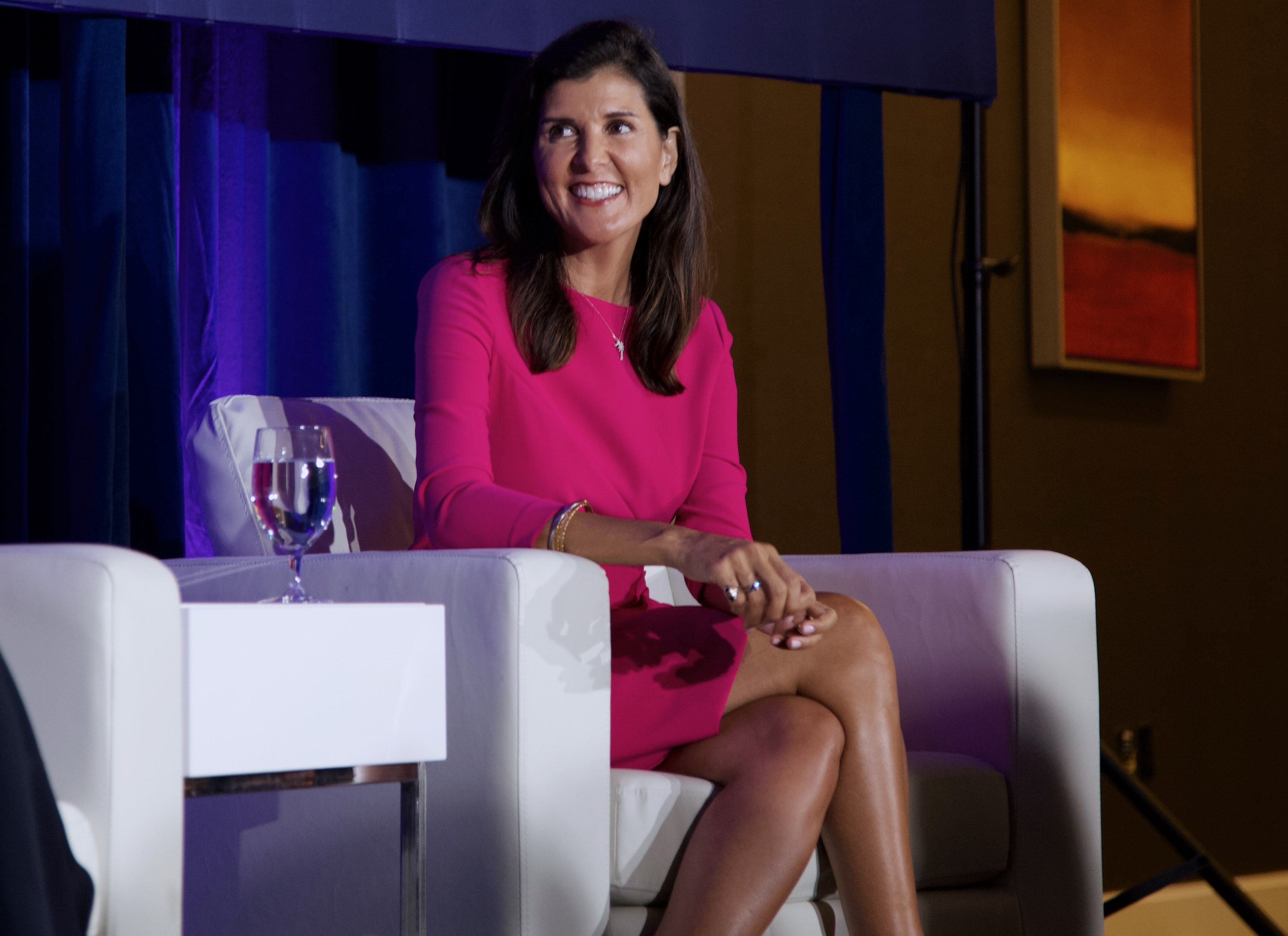
Гейлі на заході на підтримку Гленна Янгкіна у 2021 році

23 листопада 2016 року новообраний президент Дональд Трамп висунув Хейлі на посаду посла в ООН  Під час її перебування на посаді посла в ООН існували припущення, що вона використовувала цю посаду, щоб отримати досвід зовнішньої політики під час підготовки до майбутнього балотування в президенти. Ці припущення були мотивовані відкритими політичними розбіжностями, які існували між Гейлі та адміністрацією Трампа.

### Розвиток подій до балотування
У 2019 році Гейлі створила нову політичну групу під назвою Stand for America, групу, яка просуває державну політику, спрямовану на зміцнення економіки, культури та національної безпеки. Гейлі найняла впливового політичного стратега Тіма Чепмена на посаду виконавчого директора групи, що, на думку деяких, свідчило про те, що вона готується до президентської кампанії. Кілька мільярдерів і менеджерів хедж-фондів зробили великі пожертви групі.
У лютому 2021 року Гейлі створила комітет політичної дії (PAC) для схвалення та підтримки кандидатів на проміжних виборах 2022 року. Вона найняла колишнього політичного директора Національного Республіканського Сенатського комітету (NRSC) Бетсі Енкні на посаду виконавчого директора. Напередодні виборів вона вела кампанію за кандидатів від Республіканської партії в Джорджії, Пенсільванії, Нью-Гемпширі та Вісконсині. Цей крок розглядався як спроба закласти основи кампанії 2024 року та підвищити її загальнонаціональний імідж.
Виступаючи на саміті Christians United for Israel у Вашингтоні в липні 2022 року, Гейлі натякнула на балотування в президенти на президентських виборах у США 2024 року, сказавши: «Якщо цей президент підпише будь-яку [іранську ядерну] угоду, я пообіцяю вам: наступний президент порве цю угоду в перший день свого перебування на посаді», і «Іноді для цього потрібна жінка». У листопаді Гейлі відвідала захід в Університеті Клемсона, під час якого вона підтвердила, що використає сезон відпусток, щоб ухвалити рішення щодо запуску кампанії: «Якщо ми вирішимо взяти участь у цьому, ми вкладемо 1000 відсотків, і ми доведемо справу до кінця».
31 січня 2023 року повідомлялося, що Гейлі оголосить про свою кандидатуру на пост президента 15 лютого, що зробить її першою претенденткою на посаду колишнього президента Дональда Трампа. Гейлі стала третім індійсько-американським політиком, який балотувався в президенти після Боббі Джиндала і Камали Гарріс .  Раніше Хейлі заявляла, що не балотуватиметься, якщо Трамп також претендуватиме на номінацію кандидата від Республіканців. 

## Кампанія

### Оголошення і запуск
14 лютого 2023 року Гейлі оприлюднила відео, в якому оголосила про свій намір балотуватися як кандидатка в президентки від Республіканської партії. Зафільмована в її рідному місті Бамберг, штат Південна Кароліна, Гейлі розповідала про своє індійське походження, расові відносини, глобальні порушення прав людини, перебування на посаді губернатора та посла, а також про загрози, з якими стикаються Сполучені Штати, а після цього оголосила про свою кандидування.

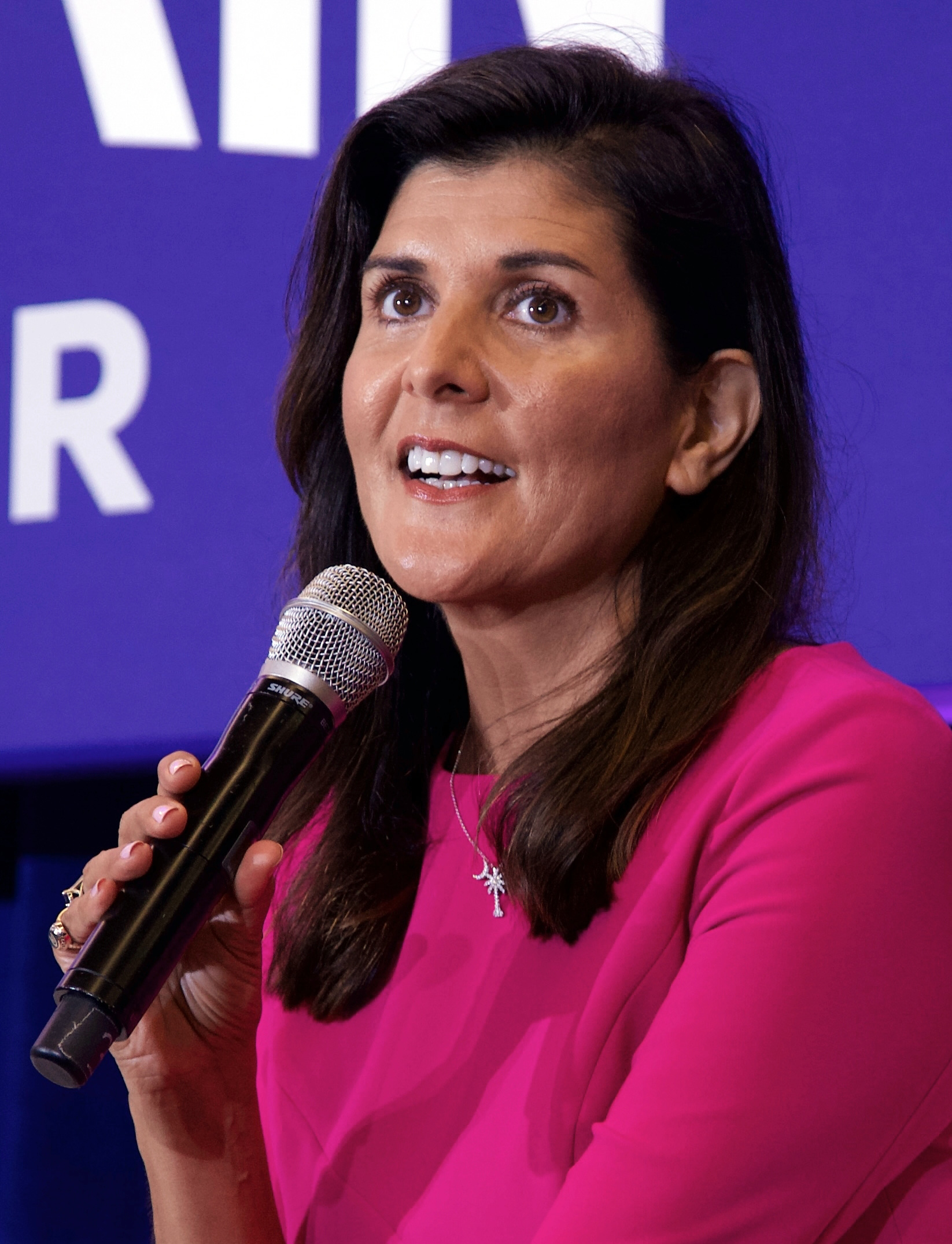
Гейлі в липні 2021 року

15 лютого 2023 року Гейлі офіційно висунула свою кандидатуру під час передвиборчого заходу в Чарлстоні, Південна Кароліна. Джон Хагі здійснив інвокацію з цієї нагоди. Іншими відомими спікерами були Сінді Вармбір (мати Отто Вормбіра ), Конгресмен Ральф Норман і Катон Доусон (колишній голова Республіканської партії Південної Кароліни ). Рання підтримка Норманом Гейлі вважалася важливою в світлі його історії підтримки Трампа та зусиль Нормана скасувати вибори 2020 року. На цьому заході Гейлі також похвалила Хагі, сказавши, що все ще хоче бути ним, коли виросте. Хагі відомий своєю історією суперечливих заяв, які змусили кандидата від Республіканської партії 2008 року Джона Маккейна відмовитися від його підтримки з боку Хагі під час власної президентської кампанії Маккейна.
Той факт, що Гейлі була губернаторкою Південної Кароліни, як припускають політичні коментатори, може зіграти на користь Хейлі на праймеріз у зв'язку з ранньою датою праймаріз у Південній Кароліні.  

### Події після оголошення про балотування
Перші місяці своєї кампанії Гейлі провела здебільшого в Айові та Нью-Гемпширі — двох штатах із найранішими датами праймеріз. До 19 травня 2023 року вона провела 22 заходи в Айові.
Її перший захід після запуску кампанії відбувся наступного дня після її виступу в Чарльстоні, а саме 16 лютого в Ексетері, Нью-Гемпшир. Її представив колишній кандидат у Сенат від Республіканської партії Дон Болдук. Того ж дня Болдук підтримав Хейлі в Twitter.
У березні 2023 року Гейлі виступила на двох великих конкуруючих консервативних конференціях: Conservative Political Action Conference (CPAC) і приватному донорському заході, проведеному Club for Growth . Гейлі є однією з двох активних або потенційних кандидатів від Республіканської партії, які відвідають обидві конференції, тоді як більшість інших кандидатів (як оголошених, так і гіпотетичних) обрали одну з двох подій. Трамп з'явився на CPAC лише після того, як його не запросив клуб. Рон ДеСантіс, губернатор Флориди, який пізніше братиме участь у президентських перегонах, відмовився відвідати CPAC на користь заходу Club for Growth. Цей розподіл відвідуваності серед високопоставлених республіканських чиновників робить подвійну появу Гейлі помітною. Це вважалося проявом спроб Гейлі звернутись до двох основних фракцій Республіканської партії.
26 квітня Гейлі виступила в ефірі Fox News, заявивши: «Я думаю, ми всі можемо бути дуже чіткими і по суті сказати, що якщо ви голосуєте за Джо Байдена, ви насправді розраховуєте на президентку [Камалу] Гарріс, тому що я не думаю, що він проживе до 86 років». Заступник прес-секретаря Білого дому Ендрю Бейтс прокоментував це так: «Як ви знаєте, ми тут безпосередньо не коментуємо виборчі кампанії кандидатів в Президенти. Але, щиро кажучи, я забув, що вона балотується».
3 червня Гейлі виступила на щорічному зборі коштів Roast and Ride, організованому сенатором Джоні Ернстом, де вона закликала до «нового лідера покоління». Наступного дня Гейлі взяла участь у ток шоу на CNN, де вона розкритикувала Трампа за його підтримку учасників штурму Капітолія 6 січня та пообіцяла підтримувати остаточного переможця праймеріз. Під час цього ток шоу Хейлі також сказала: «Як ми маємо призвичаїти наших дівчат до того, що біологічні хлопчики знаходяться в їхніх роздягальнях? А потім вони дивуються, чому третина наших дівчат-підлітків серйозно замислювалася про самогубство минулого року». Рекс Хаппке з USA Today розкритикував цей коментар як доказ того, що Хейлі «не настільки піклується про високий рівень самогубств серед дівчат-підлітків, щоб сприймати це питання серйозно, і вона більш ніж готова стигматизувати трансгендерну молодь, яка стикається з ще вищим рівнем самогубств»."  Це ток шоу зібрало 562 000 глядачів, що на 83% менше, ніж той, який CNN проводив із Трампом минулого місяця, який мав 3,3 мільйона глядачів.
Починаючи з грудня 2023 року в Нью-Гемпширі та Айові компанія Гейлі закупить рекламу на 10 мільйонів доларів 8 грудня Гейлі виступила на конференції в конференц-центрі, де вона заявила, що її кампанія має імпульс і їй необхідно «добре показати себе в Айові. Я не думаю, що це означає, що ми обов’язково повинні перемогти, але я думаю, що ми повинні мати хороший результат" 

#### Громадянська війна в США і рабство
У ратуші в Берліні, штат Нью-Гемпшир, у грудні 27 січня 2023 року Гейлі відповіла на запитання про витоки Громадянської війни в США, сказавши: «Я маю на увазі, я думаю, що причиною Громадянської війни було в основному те, як уряд збирався працювати. Це було про свободи та про те, що люди могли та не могли робити». Після критики за те, що в її початковій відповіді не було згадки про рабство, Гейлі повторила свою позицію днем пізніше, сказавши, що «звичайно, громадянська війна була про рабство».  Гейлі викликала критику з боку як демократів, так і республіканців, і без доказів вона стверджувала, що людина, яка поставила це запитання, була «підсадною качкою демократів». Захід відбувався в конференц-залі відкритому для широкого загалу. 

#### Збір коштів
У квітні 2023 року кампанія Гейлі опублікувала свій перший щоквартальний звіт про збір коштів, згідно з дорученням Федеральної виборчої комісії США . У меморандумі до кампанії, надісланому донорам, кампанія стверджувала, що з моменту запуску 15 лютого вона зібрала 11 мільйонів доларів. Переглянувши публічну документацію, журналісти виявили, що кампанія Гейлі (і її афілійовані організації та комітети політичних дій на її підтримку) фактично зібрала 8,3 мільйона доларів США, що на 2,7 мільйона доларів менше, ніж публічно заявлялося. Журналісти стверджують, що додаткові 2,7 мільйона доларів насправді були тими самими грошима, які переказували від однієї організації до іншої, і які кампанія знову враховувала як внесок, отже, «подвійний облік».  У відповідь Кен Фарнасо, прес-секретар кампанії Гейлі, сказав: «Ми повідомили про 11 мільйонів доларів, суму від організацій... " і зазначив, що інші кандидати "мають кілька механізмів збору коштів". 
Аналіз CNBC документів виборчкому за перший квартал також показав, що кампанія Гейлі отримувала пожертви від відомих мільярдерів і керівників, зокрема Гарольда Хемма, Ар’є Буркоффа та Джима Девіса . 
10 липня 2023 року кампанія Гейлі оголосила, що зібрала 7,3 мільйона доларів у другому кварталі року. Згідно їх тверджень вони зібрали пожертви від 160 000 осіб з усіх 50 штатів, що перевищує поріг пожертвувань, необхідний для участі Гейлі в дебатах Республіканського національного комітету (RNC) наступного місяця. 

### Відносини з Дональдом Трампом
У жовтні 2022 року, перед тим, як Трамп вступив у виборчу кампанію, він сказав Брайану Кілміду, що члени кабінету міністрів будуть «дуже нелояльними», якщо балотуватимуться проти нього, якщо він подасть заявку. Його коментарі пролунали, коли Хейлі, Майк Пенс і Майк Помпео, як повідомляється, розглядали можливість вступу в президентську гонку 2024 року.  10 травня Гейлі з'явилася на шоу Х'ю Х'юїтта і відмовилася коментувати відповідальність Трампа за наклеп і сексуальне насильство проти Е. Джин Керролл, назвавши це "тим, на що Трамп повинен відповісти".  13 червня, після того, як Трамп під час судового засідання не визнав себе винним за 37 пунктами обвинувачення, Гейлі заявила, що «президент Трамп був неймовірно необачний щодо нашої національної безпеки», якщо звинувачення в обвинуваченні були правдивими.  Далі вона заявила, що буде «схильна» помилувати Трампа, якщо його визнають винним.  Коментарі Гейлі та Тіма Скотта були сприйняті Politico як «ознака того, що на праймериз президентських виборів від Республіканської партії, серед кандидатів пошириться готовність образити колишнього президента». Після перших дебатів у серпні, коли Джордж Стефанопулос запитав, чи підтримає вона Трампа як кандидата від Республіканської партії, навіть якщо його засудять за тяжкий злочин, Хейлі сказала: «Я навіть не думаю, що Дональд Трамп стане президентом. Я думаю, що я буду номінантом і я думаю, що ми переможемо».
У вересні Гейлі заявила, що американці не будуть голосувати за «засудженого злочинця» і що вона «завжди підтримуватиме кандидата від республіканців, і я переконаюся, що на цю позицію ми оберемо когось, хто переможе президента Камалу Гарріс» Під час виборчої кампанії в Портсмуті, штат Нью-Гемпшир, пізніше того ж місяця Гейлі визнала, що Трамп «був правильним президентом у правильний час», перш ніж назвати його «тонкошкірим і таким, що легко відволікався» та розкритикувати за те, що він не зробив «нічого в частині податків» і отримувати «проявляв слабксть, коли йшлося про Україну».  У грудні, коли Шон Ханніті запитав, чи буде вона дебатувати з ДеСантісом, Гейлі відповіла, що «людина, з якою я хочу дебатувати, — це Дональд Трамп. Якщо ви зможете залучити його до свого шоу, то я хочу дебатувати саме з ним».  У січні Трамп звинуватив передвиборчу кампанію Гейлі в тому, що вона фінансується донорами Байдена, назвавши її «глобалісткою» і додавши, що вона «не має того, що потрібно». Прес-секретар Гейлі Начама Соловейчик відповів: «Якщо Трамп так сильно обстоює свої брехливі нападки, він повинен перестати приховуватись і захищати їх на сцені дебатів у Де-Мойні».

## Політичні позиції під час президентської кампанії

### Огляд
У своєму відеооголошенні Гейлі підсумувала місію своєї кандидатури як «фіскальну відповідальність, захист [безпеку] нашого кордону та зміцнення [] нашої країни, нашої гордості та нашої мети». У міру розгортання кампанії Гейлі відточувала меседж оновлення Республіканської партії та залучення «нового покоління лідерства». і що «це нові проблеми, нам потрібні нові рішення. Настав час залишити багаж і негатив позаду».
На веб-сайті кампанії міститься список дій Гейлі під час перебування на попередніх посадах, із підкресленням політики, яку вона, ймовірно, буде проводити, якщо її оберуть. Ці дії включають її час як губернатора Південної Кароліни, так і посла в ООН. Список зосереджений на питаннях економіки та зовнішньої політики, а також про аборти, зброю та імміграцію.  </link>
У статті після її оголошення The New York Times описала Гейлі як «улюбленицю неоконсерваторів і захисницю актуальності Рейгана ». 

### Аборти
Гейлі закликала до «консенсусу» щодо національної політики щодо абортів і зазначила, що вона буде проти повної заборони абортів. У лютому 2023 року в інтерв’ю вона звернула увагу на пропозицію сенатора Ліндсі Грема про встановлення загальнодержавної заборони на 15-тижневі аборти, за винятком випадків зґвалтування, інцесту, здоров’я та життя матері.
У травні 2023 року Гейлі пояснила свою позицію та заявила, що не підтримає федеральну заборону абортів, оскільки вона навряд чи буде підтримана Конгресом і тому така її передвиборча обіцянка буде «не чесною для американського народу». Натомість вона сказала, що кожен штат має вирішити це питання для себе, і заохочувала загальнонаціональний консенсус щодо скасування абортів на пізніх термінах і сказала: «Я не засуджую нікого за те, що він прихильник права на аборт, так само, як не хочу, щоб вони засуджували мене за те, що я є прихильницею руху проти абортів", - сказала вона.

### Зовнішня політика
Після заяви Гейлі Рада з міжнародних відносин назвала її зовнішню політику "традиційним, жорстким республіканським підходом до зовнішньої політики". 

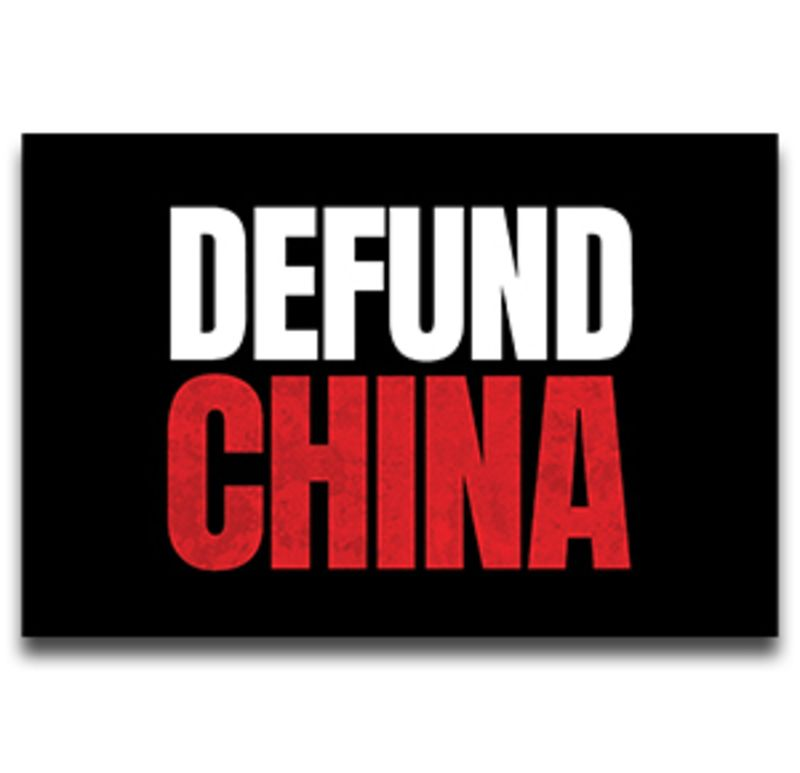
Один із дизайнів стікерів кампанії Гейлі, який закликає «Припинити фінансувати Китай».

Гейлі заявила, що Сполучені Штати повинні залишатися світовою наддержавою. З цією метою вона пообіцяла боротися з впливом Китаю та Росії на міжнародній арені.

#### Політика щодо Індо-Тихоокеанської регіону
Гейлі підтримує зміцнення відносин з демократіями та союзниками США в Індо-Тихоокеанському регіоні, такими як Австралія та Японія.

#### Китай
Гейлі зайняла рішучу позицію проти ймовірного впливу Китаю на внутрішні та міжнародні справи, назвавши Китай головною загрозою для Сполучених Штатів.
Вона назвала реакцію адміністрації Байдена на інцидент із китайською повітряною кулею у 2023 році «національним збентеженням».

#### Іноземна допомога
У статті, опублікованій у New York Post 24 лютого 2023 року, Гейлі пообіцяла «урізати кожен цент іноземної допомоги для країн, які ненавидять [Сполучені Штати]». До таких країн вона віднесла Ірак, Пакистан, Зімбабве, Китай і Кубу та назвала їх ворогами Сполучених Штатів.

#### Російсько-українська війна
Гейлі пообіцяла підтримку американської військової допомоги Україні у війні проти Росії. Вона заявила, що відсіч Росії в Україні є життєво важливим для США. Вона стверджує, що допомога необхідна, щоб запобігти подальшим вторгненням Росії чи Китаю в інші країни, які могли б спровокувати світову війну. У лютому 2023 року в інтерв’ю та під час передвиборчої кампанії в Айові та Нью-Гемпширі Хейлі сказала: «Війна Росії і України це не про Україну; це про свободу — і це війна, яку ми маємо виграти». Вона запропонувала Сполученим Штатам постачати Україні військову техніку, а не гроші.
Гейлі критикувала адміністрацію Байдена за "заохочення" Путіна до повномасштабного вторгнення в Україну під час виводу військ США з Афганістану.

#### Війна Ізраїлю з Хамасом
Гейлі висловила свою повну підтримку Ізраїлю, сказавши: «У нас є три пріоритети, коли ми дивимося на Ізраїль: підтримуйте Ізраїль усім, що їм потрібно, коли їм це потрібно. Ліквідуйте ХАМАС, а не послаблюйте їх — ліквідуйте ХАМАС. І зробіть усе можливе, щоб повернути наших заручників додому». 
Гейлі підтримує надання більшої військової допомоги Ізраїлю та припинення державного фінансування університетів, де співробітники та студенти проводять акції протесту на підтримку палестинців. Вона сказала, що арабські країни повинні приймати палестинських біженців із сектора Газа.
Гейлі критикувала адміністрацію Байдена, заявивши, що «слабкість і некомпетентність» Байдена спричинили напад на Ізраїль. Гейлі рекламувала власну історію щодо Ізраїлю, особливо під час роботи послом в ООН.
У грудні 2023 року Гейлі відкинула заклики щодо припинення вогню, заявивши, що «найкращий спосіб врятувати людей у Газі — це знищити ХАМАС».

### Вибори і уряд

#### Компетентність кандидата
Одна з її перших пропозицій як кандидата полягала в тому, щоб кандидати віком старше 75 років, серед яких були і Трамп, і Байден, зобов’язані проходити тест на компетентність. Це змусило ведучого CNN Дона Лемона сказати, що Гейлі «не в розквіті сил» і що жінка «вважається розквітом сил у віці 20-30 і, можливо, 40 років». Коментарі стали вірусними та викликали широку негативну реакцію, і багато хто, включаючи саму Хейлі, назвали його коментарі сексистськими. Пізніше Лемон вибачився за коментарі.

#### Штурм Капітолія 6 січня
Під час передвиборчого заходу в Айові 18 травня 2023 року Гейлі сказала, що 6 січня було «жахливим днем» і що кожен, хто брав участь у нападі на Капітолій США 6 січня, «повинен заплатити за це ціну».

#### Строкові обмеження
У своїй передвиборчій промові Гейлі закликала обмежити терміни членів Конгресу, не уточнюючи деталі цих обмежень.

### Імміграція та кордон
У травні 2023 року Гейлі виступила проти розлучення сімей мігрантів, які перетинають кордон Мексики та США. Вона також сказала, що службовці імміграційної служби не повинні брати опіку над сім'ями, над якими "ми не маємо жодного контролю".

### Соціальні питання

#### Питання ЛГБТК+
У лютому 2023 року Гейлі заявила, що Закон Флориди про батьківські права на освіту, який зазвичай називають законом «Не кажи що ти гей», не йде достатньо далеко. Вона запропонувала розширити передбачені цим законом заборони також на обговорення сексу та сексуальності до третього класу до сьомого класу. Вона також запропонувала, щоб такі дискусії вимагали згоди батьків.
Під час передвиборчої кампанії Гейлі неодноразово нападала на трансгендерного інфлюенсера Ділана Малвані і сказала: «Не помиляйтеся. Це хлопець, одягнений як дівчина, який знущається над жінками. Жінки так не поводяться, але у вас є компанії, які прославляють його». 

### Витрати на кампанію
На початку травня 2023 року під час передвиборної кампанії в Айові Гейлі пообіцяла накласти вето на будь-який законопроект про витрати, який підвищить федеральні витрати вище рівня до пандемії.  Вона також розкритикувала Байдена та республіканців і демократів у Конгресі за надмірні державні витрати та сумнівне виділення коштів . 

## Президентські дебати
Гейлі була одним із восьми кандидатів, які з'явилися на перших президентських дебатах від Республіканської партії 23 серпня 2023 року Її виступ отримав високу оцінку, а Крістіан Паз з Vox написав, що Гейлі «виділяється як кандидатка, яка стояла на своєму, казала достатньо жартів і протистояла Рамасвамі саме так, як це було потрібно. Але нічого з цього мабуть недостатньо, щоб перемістити її на перше місце або серйозно кинути виклик Трампу».  Річ Лоурі з National Review висловив думку, що ДеСантіс, Рамасвамі та Гейлі були трьома найкращими кандидатами.  Ліз Пік з Fox News вважає, що Рамасвамі був найгіршим кандидатом, а Гейлі – найкращим. Опитування після дебатів, проведене JL Partners, запитало зареєстрованих республіканців, хто показали найкращі результати в дебатах, і Гейлі отримала 7%.  FiveThirtyEight також опитав виборців-республіканців, 15% відповіли, що Гейлі була найкращою, що було третім місцем після ДеСантіса та Рамасвамі.
Гейлі з'явилася разом із шістьма конкурентами на других президентських дебатах від Республіканської партії 27 вересня 2023 року  Усі учасники перших дебатів повернулися, крім Хатчінсона, який не пройшов кваліфікацію. Хілл відзначив Хейлі та Трампа як переможців у дебатах, посилаючись на те, що перший «нападав увесь час, переважно успішно».  Журналісти Politico дали неоднозначні результати, по-різному називаючи Скотта та Хейлі переможцями.  The Washington Post назвала Трампа та Гейлі переможцями, зазначивши, що хоча Гейлі виглядала «трохи менший потужно», ніж її виступ у перших дебатах, вона все ж «дала одну з найбільш суттєвих відповідей щодо охорони здоров’я» і "виглядало менше, ніж інші кандидати, ніби вона потурала та задавала запитання". Автори думок і дописувачі The New York Times дали Хейлі 4,9 бала, найвищу оцінку серед усіх кандидатів. FiveThirtyEight опитали виборців-республіканців щодо того, хто показав найкращі та гірші результати в дебатах, причому 33% відповіли, що Рон ДеСантіс мав найкращий результат, а 18% обрали Гейлі.
Гейлі разом із чотирма конкурентами брала участь у третіх президентських дебатах від Республіканської партії 6 листопада. Усі повернулися з других дебатів, крім Пенса та Бургума.  Рамасвамі згадав про використання TikTok дочкою Гейлі після того, як Гейлі розкритикувала його за використання сайту, і вона відповіла, щоб він залишив не чіпав її доньку, додавши: «Ти просто покидьок». Хілл назвав Гейлі, ДеСантіса, Трампа та модераторів дебатів переможцями дебатів. Політтехнолог від Республіканської партії Роб Штутцман дав Гейлі «три за трибальною системою за дуже хороші виступи в дебатах» і протидію нападам Рамасвамі та ДеСантіса.  The Washington Post назвала Гейлі, ДеСантіса, Рамасвамі та голову RNC Ронну МакДеніел невдахами цих дебатів.  Vox висловив думку, що всі учасники програли, написавши, що хоча Гейлі потрібно було вивести своїх суперників із перегонів, «ці суперники, схоже, не поспішають згортати свої кампанії, і Гейлі не показала себе достатньо добре в середу, щоб змусити їх зробити це найближчим часом».
Гейлі з'явилася з трьома конкурентами на четвертих президентських дебатах від Республіканської партії 6 грудня  Усі повернулися з третіх дебатів, крім Скотта, який призупинив свою кампанію.  Переможцями дебатів Newsweek назвав Гейлі, ДеСантіса, Трампа та Ізраїль  Vox назвав переможцями дебатів альянс Гейлі-Крісті, ультраправих прихильників теорії змови та Дональда Трампа. Time писав, що Гейлі залишила дебати «виросши ще більше» і що напади, які вона отримала від своїх конкурентів від Республіканської партії, були «додатковим доказом того, що Гейлі може бути найбільш життєздатним кандидатом серед тих, хто може перемогти Трампа». Хілл дав неоднозначну оцінку Гейлі, назвавши це «найслабшим виступом в дебатах з усіх її на сьогодні», оскільки під час попередніх дебатів Гейлі була «центральною фігурою, яка встановлювала порядок денний і звертала атаки опонентів на свою користь».

## Опитування
На початку своєї кампанії більшість авторитетних опитувань повідомляли, що Гейлі отримала приблизно 4–7% голосів республіканців. Вона відчула посилення підтримки після запуску кампанії.
На початку літа 2023 року Гейлі все ще отримувала 4–7% голосів республіканців на первинних виборах. Під час передвиборної кампанії в Айові Гейлі сказала, що низькі показники її не турбують і що вона отримала такі ж низькі результати опитувань на ранніх етапах своєї успішної губернаторської гонки в Південній Кароліні.
Після республіканських дебатів Гейлі отримала зростання в національних опитуваннях і опитуваннях серед штатів, що першими голосують на праймеріз, отримавши середню підтримку 10,7% у національних республіканських опитуваннях до середини листопада, поступаючись Трампу та Десантісу. Як у Південній Кароліні, так і в Нью-Гемпширі, опитування показали, що Гейлі посіла друге місце після Трампа.
2 січня 2024 року старший редактор FiveThirtyEight Натаніель Ракіч оголосив, що Гейлі піднялася на друге місце в середньому національному опитуванні.